# Folletos revolucionarios
Folletos revolucionarios es una compilación de artículos y folletos de Piotr Kropotkin que editó en forma de libro Roger N. Baldwin en 1927. Estos escritos habían sido editados separadamente como parte de la actividad propagandística de Kropotkin, y trataban de forma sencilla las problemáticas obreras y revolucionarias desde la óptica del anarquismo comunista. Estos artículos fueron originalmente editados en principalmente en francés e inglés (Kropotkin escribía en estas dos lenguas y en la lengua rusa materna). 
Según R. N. Baldwin, el compilador de la obra, en el prólogo sostiene que la obra fue ordenada así para "dar un cuadro claro y amplio de la doctrina social de Kropotkin. Ninguno de sus libros cumple un campo tan amplio y variado: economía, política, derecho, el Estado, el tratamiento del delito, la revolución y la ciencia."

## Contenido
- Historia de la vida de Kropotkin (R. Baldwin).
- Nota del editor (R. Baldwin).
- El espíritu de rebelión.
- El comunismo anarquista: su base y sus principios.
- Moral anarquista.
- Anarquismo: su filosofía y su ideal.
- Ciencia moderna y anarquismo.
- Significado de la vida y la doctrina de Kropotkin (R. Baldwin).
- Ley y autoridad.
- Las cárceles y su influencia moral sobre los presos.
- Gobierno revolucionario.
- La Revolución rusa y el gobierno soviético.
- Llamamiento a los jóvenes.
- Anarquismo (artículo escrito para la Enciclopedia Británica)

## Edición castellana
En español fue editado por Tusquets (ISBN 84-7223-998-5) en septiembre de 1977, de la traducción de José Manuel Álvarez Flores y Angela Pérez.
- Datos: Q5863502